# Anmoor

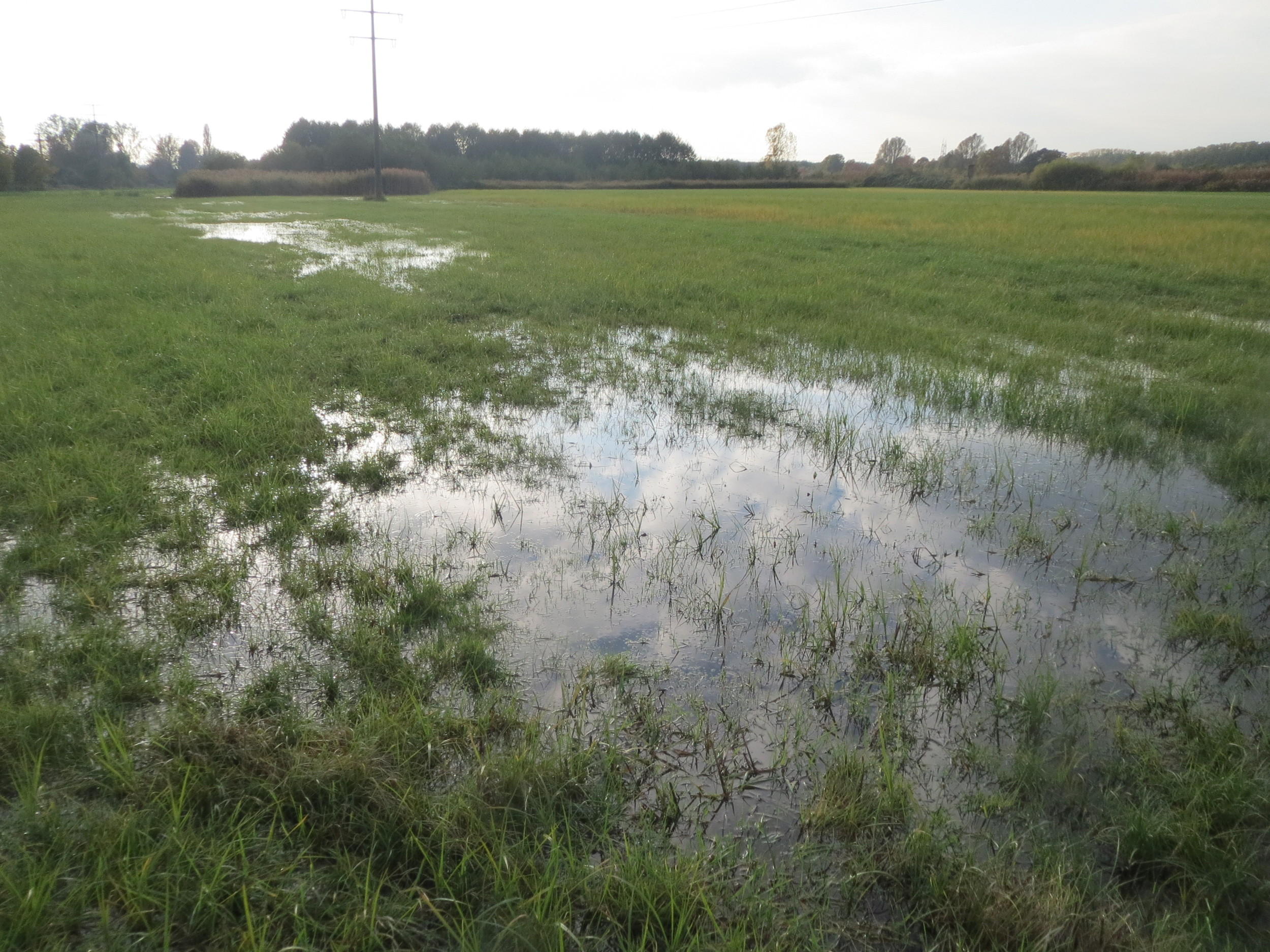
Horststücker (2016 10 26).
Anmoor dans le Horststückern dans le Hockenheimer Rheinbogen - principalement des carex (Carex) poussent ici

L'anmoor est un type d'humus qui se forme en anaérobiose non permanente ; il faut pour cela que la nappe phréatique subisse des variations saisonnières importantes.
À la différence de la tourbe, l'anmoor est constitué par un mélange intime d'argile et de molécules organiques généralement bien humifiées ; le taux de celles-ci n'excédant pas 30 %.
De couleur noire, l'anmoor présente une structure compact, plastique, collante et son épaisseur est de l'ordre de 20 à 30 cm.
On distingue un anmoor acide (oligotrophe) et calcique (beaucoup plus riche et biologiquement plus actif).